# Халіфа Хафтар
Халіфа Хафтар (араб. خليفة بالقاسم حفتر; нар. 1943, Адждабія, Лівія) — лівійський військовий діяч, фельдмаршал (2016), верховний головнокомандувач Лівійської національної армії з 3 березня 2015. Хафтар є однією з ключових фігур у другій громадянській війні в Лівії та отримує військову підтримку з боку інших країн, зокрема від Росії, з боку якої підтримка здійснюється російськими найманцями "Групи Вагнера". Він також звинувачується у можливих численних військових злочинах.

## Життєпис
Народився в 1943 році в Адждабія, належав племені аль-Фарджані. Закінчив Академію Військового університету в Бенгазі. 1969 року, бувши 26-річним кадетом, Халіфа Хафтар брав участь у влаштованому Муаммаром Каддафі перевороті, що повалив монархію, і врешті-решт став одним з вищих офіцерів і головних з оточення лідера Лівії. «Він був мені сином. А я йому був як духовний батько» — сказав Каддафі в одному з інтерв'ю. Він був членом Ради революційного командування, який керував Лівією відразу ж після перевороту. Хафтар навчався в СРСР: у 1977—1978 роках він закінчив вищі офіцерські курси «Постріл», а в 1983 році був слухачем курсів в Академії імені Фрунзе і, як і багато арабських вищих офіцерів того часу, знав російську мову.

### Військова служба
Хафтар командував лівійськими солдатами, що підтримували єгипетські війська на окупованому Ізраїлем Синаї в 1973 році. Як і інші члени «вільних офіцерів» (хунта, яка скинула монархію), Хафтар був секуляристом та прихильником Насера. 1987 року, коли Лівія воювала з Чадом за стратегічно важливу ділянку кордону, полковник Хафтар став головнокомандувачем. Проте база лівійців була розгромлена: солдати Чаду вбили тисячі солдатів, захопивши в полон самого Хафтара і 400 його підлеглих. При цьому Каддафі раніше підписав угоду про виведення всіх лівійських військ з Чаду, а операція Хафтара була порушенням цієї угоди. Після цієї поразки Муаммар Каддафі публічно відрікся від полонених. До того ж Хафтар міг би повернутися до Лівії як герой і тим самим створити загрозу самому режиму Каддафі. Розлючений Хафтар порвав усі зв'язки з Каддафі закликав своїх людей допомогти йому в підготовці державного перевороту.
В 1988 році він налагодив контакти з Національним фронтом порятунку Лівії — опозиційною організацією, що базується в Чаді. Незабаром після цього Хафтара випустили з в'язниці. Він планував вторгнення до Лівії, але Каддафі його випередив, влаштувавши в Чаді переворот. ЦРУ довелося евакуювати генерала і 350 прихильників в Заїр, потім до Кенії, і, нарешті, в США. Окремі джерела повідомляють про його зв'язки з Центральним розвідувальним управлінням США. Після припинення зв'язків з режимом Каддафі, Хафтар, як пише видання Manipulations africaines, опубліковане Le Monde diplomatique, міг мати власні збройні сили, створені на кошти ЦРУ Після в'їзду в США в 1990-х, Хафтар отримав американське громадянство і оселився в Вієнні, штат Віргінія і прожив там 20 років.
Якийсь час він співпрацював з ЦРУ і Фронтом порятунку Лівії, розробляючи план повалення Каддафі. 1996 року Хафтар спробував очолити повстання в горах південної Лівії, але воно зазнало невдачі Частина людей були схоплені і страчені.
Після вторгнення США в Ірак у 2003 році Каддафі, до того один з найлютіших ворогів Америки, погодився відмовитися від програми по розробці ядерної зброї і зробив кроки до зближення з Вашингтоном. У ЦРУ втратили інтерес до Хафтара.

### Під час громадянської війни
У березні 2011 року, після початку громадянської війни в Лівії, Хафтар вирушив до Бенгазі. Військовий представник революціонерів повідомив, що Хафтар приєднався до революції і призначений командувачем, але в Перехідній національній раді це спростували. У квітні 2011 року, командувачем збройних сил революціонерів був Абдул Фатах Юніс, його помічником був Омар Ель-Харера, який є командувачем штабу, а Хафтар став третім серед старшого командного складу, командувачем сухопутними силами в званні генерал-лейтенанта. Не знайшовши підтримки Хафтар повернувся назад в США.
У липні 2012 року в Лівії відбулися перші демократичні вибори в Загальний національний конгрес, де перемогу здобула широка коаліція лібералів і центристів.
Хоча ісламісти програли вибори, вони знайшли інший шлях у владу. У травні 2013 року вони закликали парламент прийняти закон, що забороняє колишнім членам уряду Каддафі займати державні посади, внаслідок чого їм вдалося нейтралізувати кілька ключових противників. 14 лютого 2014 року Хафтар виступив по телебаченню, оголосивши про розпуск парламенту і створення «президентського комітету» і кабінету, які будуть правити країною до нових виборів, хоча було незрозуміло як йому вдасться реалізувати свої наміри. Хафтар їздив по країні, зустрічаючись з людьми і потай організовуючи свою армію за допомогою колишніх товаришів по службі.

### Операція «Гідність Лівії»
16 травня 2014 року Хафтар оголосив про початок наступу на угруповання радикальних ісламістів в Бенгазі, під кодовою назвою «Гідність Лівії». Наступ Хафтара вітали багато лівійців, незадоволені хаосом, що панує в країні. Парламент погодився скликати новий законодавчий орган, Палату представників. На червневих виборах ісламісти знову зазнали поразки, але, перш ніж новий парламент зумів зібратися, бойовики за підтримки загону з Місурати атакували міжнародний аеропорт Триполі, намагаючись відбити його у сил Хафтара. Будівля аеропорту була зруйнована, літаки знищені, загинули близько 100 осіб.
В ході боїв в Триполі протиборчі угруповання остаточно оформилися. Організація проти Хафтара, угруповання «Світанок Лівії» — це складна коаліція з колишніх джихадистів «Аль-Каїди», які воювали проти Каддафі ще в 1990-і роки, ополченців берберських племен, членів лівійської гілки «Братів-мусульман» і мережі торговців з Місурати. Армія Хафтара складається переважно з колишніх солдатів Каддафі, міліцій племен заходу і півдня країни і прихильників федералізації, які намагаються домогтися автономії для східної частини Лівії. Армія Хафтара отримує зброю і фінансування з Єгипту, від Саудівської Аравії і ОАЕ та підтримується Росією. Ісламісти, в свою чергу, спираються на Катар і Туреччину.
Ісламісти наполягали, що єдиною законною владою є Загальний національний конгрес, а не Палата представників, що перебралася в Тобрук за 1300 км на схід від Триполі, і проголосила себе «справжнім урядом» Лівії. Лівійська держава фактично розпалася на ряд воюючих між собою територій.
6 січня 2016 року уряд у Тобруці уклав угоду з урядом Фаїза Сараджа про формування військової ради на чолі з Халіфою Хафтаром.
15 вересня 2016 року одержав звання фельдмаршала від Палати представників Лівії що базується у Тобруці.
У січні 2017 року, просуваючись на південь Лівії, війська Хафтара зіткнулися з міліціями, лояльними Уряду національної єдності, який Хафтар не визнає. Це викликало занепокоєння в ООН і на Заході. За словами фельдмаршала, після того як під натиском його військ впаде Бенгазі, він почне боротьбу проти екстремістів з Дерни, використовуючи проти них всі засоби. У генерала на відміну від ісламістів є власні ВПС.
У березні Лівійська національна армія в ході спецоперації повернула приморські міста Рас-Лануф і Ес-Сидр, де розташовуються два важливих нафтових термінали, які контролювалися ісламістськими «Бригадами оборони Бенгазі». Крім того, як повідомили джерела Reuters, в єгипетському місті Сіді-Баррані за 100 км від лівійського кордону були помічені російські сили спецоперацій і безпілотники. У Триполі відбулися зіткнення між збройними формуваннями із застосуванням бронетехніки, в тому числі танків.
На початку липня Хафтар оголосив про повне звільнення від терористичних угруповань другого за значущістю міста Лівії — Бенгазі після двох років боїв. За словами Хафтара, у Лівії війна з тероризмом завершиться лише після повного викорчовування його з території країни.
Сарадж зустрічався з Хафтаром лише один раз в січні 2016 року. Під тиском ООН, світової спільноти та арабських сусідів глави конфліктуючих урядів мали зустрітися в лютому 2017 року у Каїрі. Зустріч, організована єгипетським президентом Ас-Сісі, не відбулася в останній момент, тому що Хафтар відмовився приїжджати на переговори про зміну Схаіратської угоди 2015 року, яка позбавляє його політичного майбутнього, попри те, що Національна армія Лівії, створена із залишків армії Каддафі і ряду воєнізованих організацій, контролює більшу частину країни.
Переговори пройшли в Абу-Дабі в закритому режимі. На наступний день учасники переговорів опублікували заяви, де обіцяли розрядити напружену обстановку на півдні Лівії, разом боротися з тероризмом і намагатися об'єднати країну. У заяві адміністрації Сараджа йдеться, що головним завданням зустрічі з маршалом Хафтаром були пошуки шляхів досягнення мирного вирішення лівійської кризи, також наголошувалося на необхідності збереження та зміцнення досягнень Лютневої революції, створення єдиної армії під контролем цивільних осіб, боротьби з тероризмом, зниження ескалації насильства на півдні і прийняття всіх можливих заходів щодо мирної передачі влади. У заяві східних влади робиться наголос на питання, пов'язані з армією, причому, як на її зміцнення, так і на захист, а також наголошується на необхідності внесення змін до Лівійське політичну угоду. За деякими даними, сторони домовилися провести на початку 2018 року парламентські і президентські вибори. Сам Хафтар при цьому не приховує своїх президентських амбіцій. Нібито було досягнуто згоди про скорочення чисельності Президентської ради з 9 до 3 чоловік. Одним з них мав бути спікер парламенту в Тобруці, тобто Агила Салах Ісса; другий — головнокомандувач лівійськими збройними силами, а третій — глава Уряду національної єдності.
25 липня 2017 року в Парижі за посередництва президента Франції Еммануеля Макрона і спецпосланця ООН по Лівії Хасана Саламі відбулася друга зустріч Хафтара і Сараджа. Їм вдалося домовитися про встановлення режиму припинення вогню, а також про проведення в Лівії загальнонаціональних виборів навесні 2018 року. В цей же час Італія на прохання УНЗ відправила свої військові кораблі для підтримки лівійських сил берегової охорони. У Триполі, Тобруці, Бенгазі стали збиратися люди, які закликали УНЗ піти у відставку. Палата представників засудила дії Італії, а фельдмаршал Хафтар звинуватив Сараджа в безвідповідальній поведінці і наказав своїм силам бути готовими протистояти «іноземному вторгненню». Хафтар запропонував себе як основного гаранта скорочення потоку біженців в Європу.
У листопаді 2021 року Халіфа Хафтар оголосив про свою кандидатуру на президентських виборах у грудні 2021 року.

## Госпіталізація
12 квітня 2018 р. було повідомлено, що Хафтар перебуває у комі після перенесеного інсульту та був госпіталізований у інтенсивну терапією у Парижі Наступного дня джерела в Лівії підтвердили смерть Хафтара, але члени Лівійської національної армії спростували повідомлення про його смерть, посилаючись на те, що він добре почувається